# Highway 61 Revisited (canção)
"Highway 61 Revisited" é uma canção do cantor e compositor norte-americano Bob Dylan, lançada em seu sexto álbum de estúdio de mesmo nome em 1965. Também foi lançada mais tarde no mesmo ano como Lado-B da canção "Can You Please Crawl Out Your Window?". Em 2004, a revista Rolling Stone classificou a canção como número 373 em sua lista das 500 melhores canções de todos os tempos.

## Influência da rota 61
A Rota 61 vai de Duluth, Minnesota, onde Bob Dylan cresceu entre 1940 e 1950 até Nova Orleans, Louisiana. Foi uma grande rota de trânsito para fora do Deep South especialmente para os afro-americanos que viajam ao norte para Chicago, St. Louis e Memphis, seguindo o vale do rio Mississippi na maioria dos seus 2 300 quilômetros.
A junção da rodovia 61 e da rodovia 49 no Mississippi é considerada a infame "encruzilhada" onde o bluesman Robert Johnson supostamente vendeu sua alma ao diabo em troca de talento e fama pouco antes de uma sessão de gravação precoce fazer dele o primeiro músico folk a alcançar a fama através da mídia de massa moderna, de acordo com o folclore.